# Chiesa di Santa Maria della Candelora
La chiesa di Santa Maria della Candelora è un edificio sconsacrato di Napoli, ubicato tra via della Candelora e via Banchi Nuovi.

## Storia e descrizione
La chiesa fu eretta su una precedente cappella demolita da Alfonso Sánchez, a metà XVI secolo, durante la costruzione dell'attuale palazzo Giusso. Anticamente, vi erano una lapide sepolcrale del 1502, l'altare maggiore e un quadro del XVII secolo che raffigurava la Purificazione.
La chiesa è sconsacrata ed è adibita ad officina di lavorazione dei metalli. La facciata è ampiamente danneggiata: non ci sono segni di decorazioni rinascimentali e successive ed è in preda al degrado.